# 加藤久和
加藤 久和（かとう ひさかず、1958年 - ）は、日本の経済学者。明治大学政治経済学部教授。

## 略歴
東京都出身。
1981年 慶應義塾大学経済学部経済学科卒業。1988年 筑波大学大学院経営・政策科学研究科修了。2000年 中央大学より博士（経済学）の学位を取得。
電力中央研究所主任研究員、国立社会保障・人口問題研究所室長を経て、2005年明治大学政治経済学部助教授、2006年教授。
経産省産業構造審議会基本政策部会委員、参議院事務局客室調査員等を歴任。

## 著書

### 単著
- 『人口経済学入門』（日本評論社, 2001年）
- 『人口経済学』（日本経済新聞出版社, 2007年）
- 『最新人口減少社会の基本と仕組みがよ～くわかる本』（秀和システム, 2007年）
- 『世代間格差』（筑摩書房, 2011年）
- 『gretlで計量経済分析』（日本評論社, 2012年）
- 『社会政策を問う』（明治大学出版会, 2014年）
- 『8000万人社会の衝撃』（祥伝社, 2016年）
- 『高校生からの統計入門』（筑摩書房, 2016年）

### 共著
- （飯塚信夫）『EViewsによる経済予測とシミュレーション入門』（日本評論社, 2006年）

### 共編著
- （府川哲夫）『年金改革の経済分析』（日本評論社, 2006年）
- （山重慎二, 小黒一正）『人口動態と政策』（日本評論社, 2013年）
- （財務総合政策研究所）『女性が活躍する社会の実現』（中央経済社, 2016年）
- （財務総合政策研究所）『超高齢社会の介護制度』（中央経済社, 2016年）